# Gunpowder
Gunpowder ist eine britische Miniserie, zu deren ausführenden Produzenten Kit Harington gehört. Sie basiert auf dem Gunpowder Plot, dem Plan von Katholiken, zu Beginn des 17. Jahrhunderts bei einem Sprengstoffanschlag auf das Abgeordnetenhaus den englischen König und seine Regierung zu töten. Die Erstausstrahlung der dreiteiligen Miniserie erfolgte vom 21. Oktober bis zum 4. November 2017 bei BBC One. Die deutsche Erstausstrahlung erfolgte am 15. Januar 2019 bei RTL Crime.

## Besetzung
Die Synchronisation der Serie wurde bei der Scalamedia unter der Dialogregie von Kai Taschner erstellt.

### Hauptfiguren
| Rolle            | Darsteller    | Synchronsprecher  |
| ---------------- | ------------- | ----------------- |
| Robert Catesby   | Kit Harington | Patrick Roche     |
| Henry Garnet     | Peter Mullan  | Thomas Rauscher   |
| Sir Robert Cecil | Mark Gatiss   | Thomas Nero Wolff |
| Anne Vaux        | Liv Tyler     | Elisabeth Günther |

### Nebenfiguren
| Rolle                     | Darsteller             | Synchronsprecher    |
| ------------------------- | ---------------------- | ------------------- |
| Thomas Bates              | Luke Broughton         |                     |
| Sir Everard Digby         | Philip Hill-Pearson    |                     |
| Guy Fawkes                | Tom Cullen             | Sebastian Winkler   |
| Thomas Percy              | Daniel West            |                     |
| Ambrose Rookwood          | Joseph Ringwood        |                     |
| Francis Tresham           | Martin Lindley         |                     |
| Robert Wintour            | Christopher T. Johnson |                     |
| Thomas Wintour            | Edward Holcroft        | Max Felder          |
| Christopher Wright        | Matthew Neal           |                     |
| John Wright               | Luke Neal              |                     |
| Sir William Wade          | Shaun Dooley           |                     |
| Jakob I.                  | Derek Riddell          | Christian Weygand   |
| Pater John Gerard         | Robert Emms            | Tim Schwarzmaier    |
| Pater Daniel Smith        | Thom Ashley            |                     |
| Lady Dorothy Dibdale      | Sian Webber            | Dagmar Dempe        |
| Juan Fernández de Velasco | Pedro Casablanc        | Kai Taschner        |
| Juan de Tassis y Acuña    | Andy Lucas             | Christoph Jablonka  |
| Henry Percy               | David Bamber           | Dieter Memel        |
| Thomas Howard             | Simon Kunz             | Erich Ludwig        |
| Philip Herbert            | Hugh Alexander         | Benedikt Gutjan     |
| William Parker            | Sean Rigby             | Daniel Pietzuch     |
| Sir William Stanley       | Robert Gwyllim         | Christian Jungwirth |
| Edward Alford             | Andrew Jarvis          |                     |